# Castle Wildland Provincial Park
Der Castle Wildland Provincial Park ist ein Provinzpark im Südwesten der kanadischen Provinz Alberta. Der in der Region Süd-Alberta gelegene Park besitzt eine Ausdehnung von etwa 643,57 km² und gehört damit zu den größeren der Provincial Parks in Alberta. Er ist, neben dem Dinosaur Provincial Park, eins von nur zwei Schutzgebieten der IUCN-Kategorie I (Strenges Naturreservat/Wildnisgebiet) in der Provinz.
Die Flora und Fauna entspricht in den niedrigeren Lagen der der Subalpinen Höhenstufe und in den höheren Bereichen der der Alpinen Höhenstufe. Zu dem seltenen dort vorkommenden Bäumen gehören die Weißstämmige Kiefer und die Biegsame Kiefer. Klimatisch auffällig ist hier der Chinook.

## Anlage
Der Park liegt im Süden der Kanadischen Rocky Mountains, hier in mehreren der Unterketten der Southern Continental Ranges. Der Park erstreckt sich vom Crowsnest Pass im Norden bis zum Waterton-Lakes-Nationalpark im Süden und wird nach Westen durch die Grenze zur benachbarten Provinz British Columbia begrenzt. Nordwestlich grenzt der Park an den zeitgleich entstandenen Castle Provincial Park.  Außerdem gehört der Park zur nördlichen Pufferzone des Biosphärenreservates Waterton.
Der höchste Punkt im Park liegt im Norden des Parks und ist der Anstieg zum 2813 m hohen Mount Ptolemy in der Crowsnest Range. Der Berg liegt, wie zahlreiche weitere, auf der Grenze zwischen den beiden Provinzen und sein Gipfel befindet sich in British Columbia. Von den vollständig im Park gelegenen Bergen ist der 2693 m hohe Loaf Mountain der höchste.
Als wichtigster Fluss entspringt im Park der Castle River, ein Nebenfluss des Oldman River, mit seinen Nebenflüssen. Da er östlich der Nordamerikanischen kontinentalen Wasserscheide und nördlich der Laurentinischen Wasserscheide entspringt, entwässert er wie alle Flüsse in diesem Gebiet in die Hudson Bay.
Der Castle Wildland Provincial Park befindet sich etwa 240 km südsüdwestlich von Calgary bzw. 45 km westlich der Ortschaft Pincher Creek und umschließt im zentralen Westen das Castle Mountain Resort. Er liegt im Wesentlichen im Municipal District of Pincher Creek No. 9, nur die nördlichen Parkteile liegen in der Municipality of Crowsnest Pass.

## Geschichte
Der heutige Park wurde mit Gesetz zum 16. Februar 2017 eingerichtet und liegt im ursprünglichen Gebiet der First Nations vom Volk der Kutenai und der Piegan. Zusammen mit dem Castle Provincial Park ist er der neueste der Provincial Park in Alberta.